# Pilha AAAA
A bateria AAAA (geralmente lida como A-quádrupla) possui 42,5 milímetros de comprimento e 8,3 milímetros de diâmetro. A célula alcalina pesa cerca de 6,5 gramas e produz 1,5 volts. Essa bateria de tamanho também é classificada como R8D425 (CEI) e 25 (ANSI/NEDA). A bateria alcalina nesse tamanho também é conhecida pelo número do tipo Duracell MN2500 ou MX2500 e pelo número do tipo Energizer E96.
Historicamente, seu uso de eletrônicos de consumo era muito limitado, e somente após os anos 2010 apareceu nas lojas onde se compraria seu parente de AAA mais comum.[carece de fontes?]
|                   | Zinco-carbono | Alcalina    | NiCd    | NiMH        | Ião de lítio |
| ----------------- | ------------- | ----------- | ------- | ----------- | ------------ |
| Nome CEI          | R8D425        | LR8D425     | KR8D425 | HR8D425     |              |
| Nome ANSI/NEDA    | 25D           | 25A         |         |             |              |
| Capacidade típica | 300 mAh       | 500–600 mAh |         | 325–500 mAh | 160–170 mAh  |
| Tensão nominal    | 1,50 V        | 1,50 V      | 1,25 V  | 1,25 V      | 3,7 V        |

## Usos

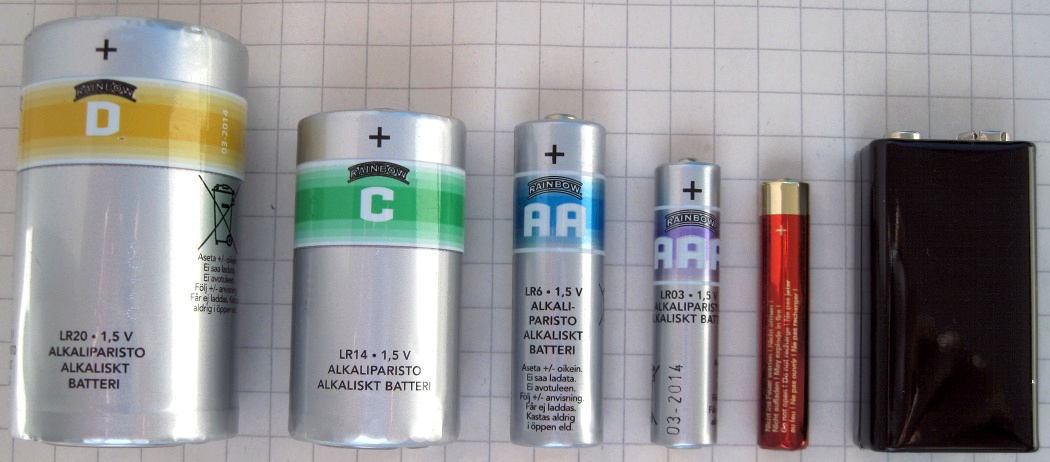
Pilhas D, C, AA, AAA, AAAA, 9 volts

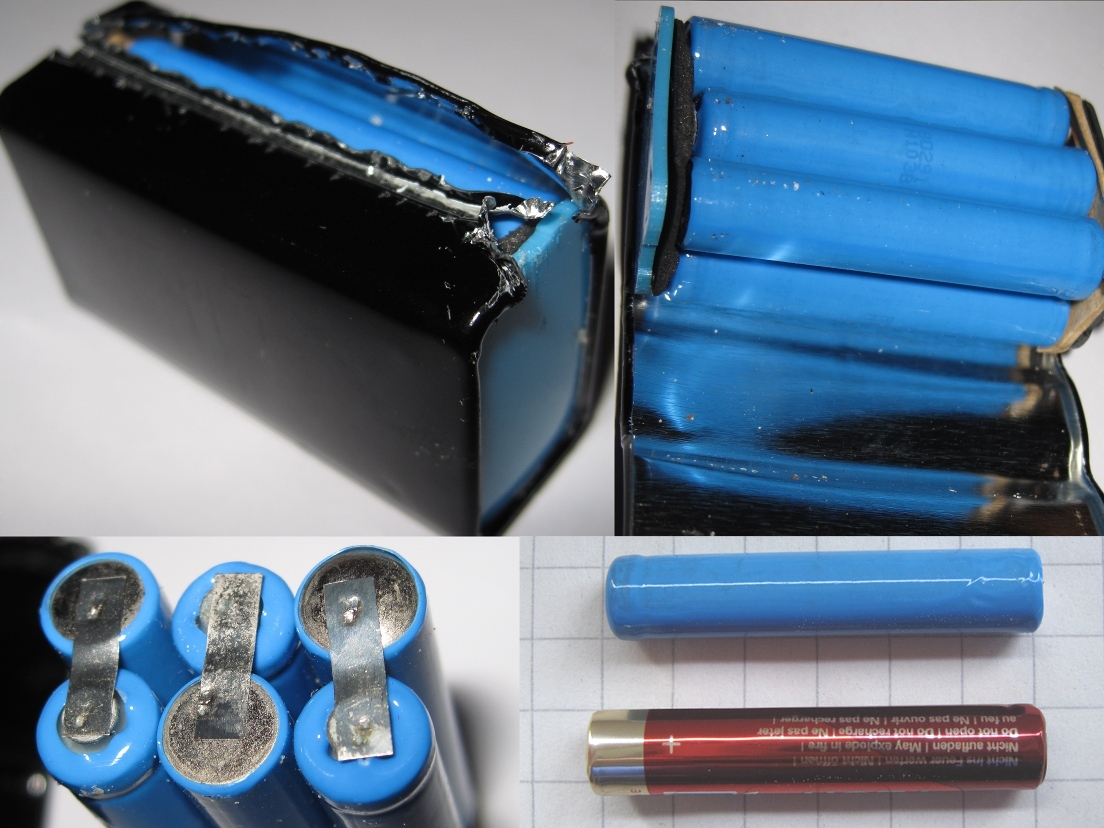
A abertura de uma pilha de 9 volts para revelar seis células LR61, que são semelhantes às células AAAA

Esse tamanho de bateria é usado com mais freqüência em pequenos dispositivos, como apontadores laser, lanternas de LED, canetas de computador elétricas, glicosímetros e pequenos amplificadores de fone de ouvido. Essas baterias não são tão populares quanto as pilhas AAA ou AA e, consequentemente, não são tão comuns.
Alguns modelos de pilha de nove volts alcalina contêm seis células LR61 conectadas por abas soldadas. Essas células são semelhantes às células AAAA e podem ser usadas em alguns dispositivos, embora sejam 3,5 milímetros (0,14 pol) mais curtas.